# بومگارتن بورگنلند
بومگارتن بورگنلند (به آلمانی: Baumgarten) یک منطقهٔ مسکونی در اتریش است که در ناحیه ماترسبورگ واقع شده‌است. بومگارتن بورگنلند ۸۶۶ نفر جمعیت دارد.